# Miszory
Miszory – wieś w Polsce położona w województwie mazowieckim, w powiecie sochaczewskim, w gminie Brochów. Ma status sołectwa.
| SIMC    | Nazwa       | Rodzaj                          |
| ------- | ----------- | ------------------------------- |
| 1056758 | Białe Błoto | część wsi (zniesiona w 2023 r.) |
| 1056830 | Kaptury     | część wsi                       |
| 1057278 | Obrzynki    | część wsi                       |

W latach 1975–1998 miejscowość administracyjnie należała do województwa warszawskiego.